# Utrka na 400 m na Olimpijskim igrama

## Muškarci
Osvajači olimpijskih medalja u atletskoj disciplini utrka na 400 m prikazani su u sljedećoj tablici:
| Olimpijske igre      | Zlato                    | Zlato   | Srebro                       | Srebro           | Bronca                                         | Bronca           |
| Atena 1896           | Tom Burke (SAD)          | 54,2 s  | Herbert Jamison (SAD)        | 55,2 s           | Charles Gmelin (VBR)                           | ?                |
| Pariz 1900           | Maxey Long (SAD)         | 49,4 s  | William Holland (SAD)        | 49,67 s          | Ernst Schultz (DAN)                            | 53,0 s           |
| St. Louis 1904       | Harry Hillman (SAD)      | 49,2 s  | Frank Waller (SAD)           | 49,9 s           | Herman Groman (SAD)                            | 50,0 s           |
| Atena 1906           | Paul Pilgrim (SAD)       | 53,2 s  | Wyndham Halswelle (VBR)      | 53,8 s           | Nigel Barker (AUS)                             | 54,1 s           |
| London 1908.         | Wyndham Halswelle (VBR)  | 50,0 s  | samo jedan trkač             | samo jedan trkač | samo jedan trkač                               | samo jedan trkač |
| Stockholm 1912.      | Charles Reidpath (SAD)   | 48,2 s  | Hanns Braun (NJE)            | 48,3 s           | Edward Lindberg (SAD)                          | 48,4 s           |
| Antwerpen 1920.      | Bevil Rudd (JAR)         | 49,6 s  | Guy Butler (VBR)             | 49,9 s           | Nils Engdahl (ŠVE)                             | 49,9 s           |
| Pariz 1924.          | Eric Liddell (VBR)       | 47,6 s  | Horatio Fitch (SAD)          | 48,4 s           | Guy Butler (VBR)                               | 48,6 s           |
| Amsterdam 1928.      | Ray Barbuti (SAD)        | 47,8 s  | James Ball (KAN)             | 48,0 s           | Joachim Büchner (NJE)                          | 48,2 s           |
| Los Angeles 1932.    | Bill Carr (SAD)          | 46,28 s | Ben Eastman (SAD)            | 46,50 s          | Alex Wilson (KAN)                              | 47,4 s           |
| Berlin 1936.         | Archie Williams (SAD)    | 46,66 s | Godfrey Brown (VBR)          | 46,68 s          | James LuValle (SAD)                            | 46,84 s          |
| London 1948.         | Arthur Wint (JAM)        | 46,2 s  | Herb McKenley (JAM)          | 46,4 s           | Mal Whitfield (SAD)                            | 46,9 s           |
| Helsinki 1952.       | George Rhoden (JAM)      | 46,09 s | Herb McKenley (JAM)          | 46,20 s          | Ollie Matson (SAD)                             | 46,94 s          |
| Melbourne 1956.      | Charlie Jenkins (SAD)    | 46,85 s | Karl-Friedrich Haas (NJE)    | 47,12 s          | Voitto Hellsten (FIN) Ardalion Ignatyev (SSSR) | 47,15 s          |
| Rim 1960.            | Otis Davis (SAD)         | 45,07 s | Carl Kaufmann (NJE)          | 45,08 s          | Malcolm Spence (JAR)                           | 45,60 s          |
| Tokio 1964.          | Michael Larrabee (SAD)   | 45,15 s | Wendell Mottley (TRI)        | 45,24 s          | Andrzej Badenski (POLJ)                        | 45,64 s          |
| Mexico City 1968.    | Lee Evans (SAD)          | 43,86 s | Larry James (SAD)            | 43,97 s          | Ron Freeman (SAD)                              | 44,41 s          |
| München 1972.        | Vincent Matthews (SAD)   | 44,66 s | Wayne Collett (SAD)          | 44,80 s          | Julius Sang (KEN)                              | 44,92 s          |
| Montreal 1976.       | Alberto Juantorena (KUB) | 44,26 s | Fred Newhouse (SAD)          | 44,40 s          | Herman Frazier (SAD)                           | 44,95 s          |
| Moskva 1980.         | Viktor Markin (SSSR)     | 44,60 s | Rick Mitchell (AUS)          | 44,80 s          | Frank Schaffer (DRNJ)                          | 44,87 s          |
| Los Angeles 1984.    | Alonzo Babers (SAD)      | 44,27 s | Gabriel Tiacoh (OSK)         | 44,54 s          | Antonio McKay (SAD)                            | 44,71 s          |
| Seoul 1988.          | Steve Lewis (SAD)        | 43,87 s | Harry „Butch“ Reynolds (SAD) | 43,93 s          | Danny Everett (SAD)                            | 44,09 s          |
| Barcelona 1992.      | Quincy Watts (SAD)       | 43,50 s | Steve Lewis (SAD)            | 44,21 s          | Samson Kitur (KEN)                             | 44,24 s          |
| Atlanta 1996.        | Michael Johnson (SAD)    | 43,49 s | Roger Black (VBR)            | 44,41 s          | Davis Kamoga (UGA)                             | 44,53 s          |
| Sydney 2000.         | Michael Johnson (SAD)    | 43,84 s | Alvin Harrison (SAD)         | 44,40 s          | Greg Haughton (JAM)                            | 44,70 s          |
| Atena 2004.          | Jeremy Wariner (SAD)     | 44,00 s | Otis Harris (SAD)            | 44,16 s          | Derrick Brew (SAD)                             | 44,42 s          |
| Peking 2008.         | LaShawn Merritt (SAD)    | 43,75 s | Jeremy Wariner (SAD)         | 44,74 s          | David Neville (SAD)                            | 44,80 s          |
| London 2012.         | Kirani James (GRE)       | 43,94 s | Luguelín Santos (DOM)        | 44,46 s          | Lalonde Gordon (TRI)                           | 44,52 s          |
| Rio de Janeiro 2016. | Wayde van Niekerk (JAR)  | 43,03 s | Kirani James (GRE)           | 43,76 s          | LaShawn Merritt (SAD)                          | 43,85 s          |
| Tokio 2020.          | Steven Gardiner (BAH)    | 43,85 s | Anthony Zambrano (KOL)       | 44,08 s          | Kirani James (GRE)                             | 44,19 s          |
| Pariz 2024.          | Quincy Hall (SAD)        | 43,40 s | Matthew Hudson-Smith (VBR)   | 43,44 s          | Muzala Samukonga (ZAM)                         | 43,74 s          |

## Žene
Osvajačice olimpijskih medalja u atletskoj disciplini Utrka na 400  prikazane su u sljedećoj tablici:
| Olimpijske igre      | Zlato                          | Zlato      | Srebro                       | Srebro   | Bronca                    | Bronca   |
| Tokio 1964.          | Betty Cuthbert (AUS)           | 52,0 s     | Ann Packer (VBR)             | 52,2 s   | Judy Amoore (AUS)         | 52,4 s   |
| Ciudad Mexico 1968.  | Colette Besson (FRA)           | 52,0 s     | Lillian Board (VBR)          | 52,1 s   | Natalija Pečonkina (SSSR) | 52,2 s   |
| München 1972.        | Monika Zehrt (DRNJ)            | 51,08 s    | Rita Wilden (SRNJ)           | 51,21 s  | Kathy Hammond (SAD)       | 51,64 s  |
| Montreal 1976.       | Irena Szewińska (POLJ)         | 49,29 s    | Christina Brehmer (DRNJ)     | 50,51 s  | Ellen Streidt (DRNJ)      | 50,55 s  |
| Moskva 1980.         | Marita Koch (DRNJ)             | 48,88 s    | Jarmila Kratochvílová (ČSSR) | 49,46, s | Christina Lathan (DRNJ)   | 49,66, s |
| Los Angeles 1984.    | Valerie Brisco-Hooks (SAD)     | 48,83 s    | Chandra Cheeseborough (SAD)  | 49,05 s  | Kathy Cook (VBR)          | 49,42 s  |
| Seul 1988.           | Olga Brizgina (SSSR)           | 48,65 s    | Petra Müller (DRNJ)          | 49,45 s  | Olga Nazarova (SSSR)      | 49,90 s  |
| Barcelona 1992.      | Marie-José Perec (FRA)         | 48,83 s    | Olga Brizgina (ZND)          | 49,05 s  | Ximena Restrepo (KOL)     | 49,64 s  |
| Atlanta 1996.        | Marie-José Perec (FRA)         | 48,25 s    | Cathy Freeman (KAN)          | 48,63 s  | Falilat Ogunkoya (NGR)    | 49,10 s  |
| Sydney 2000.         | Cathy Freeman (KAN)            | 49,11 s    | Lorraine Graham (JAM)        | 49,58 s  | Katharine Merry (VBR)     | 49,72 s  |
| Atena 2004.          | Tonique Williams-Darling (BAH) | 49,41 s    | Ana Guevara (MEK)            | 49,56 s  | Natalija Antjuk (RUS)     | 49,89 s  |
| Peking 2008.         | Christine Ohuruogu (VBR)       | 49,62 s    | Shericka Williams (JAM)      | 49,69 s  | Sanya Richards (SAD)      | 49,93 s  |
| London 2012.         | Sanya Richards-Ross (SAD)      | 49,55 s    | Christine Ohuruogu (VBR)     | 49,70 s  | DeeDee Trotter (SAD)      | 49,72 s  |
| Rio de Janeiro 2016. | Shaunae Miller (BAH)           | 49,44 s    | Allyson Felix (SAD)          | 49,51 s  | Shericka Jackson (JAM)    | 49,85 s  |
| Tokio 2020.          | Shaunae Miller-Uibo (BAH)      | 48,36 s    | Marileidy Paulino (DOM)      | 49,20 s  | Allyson Felix (SAD)       | 49,46 s  |
| Pariz 2024.          | Marileidy Paulino (DOM)        | 48,17 s OR | Salwa Eid Naser (BHR)        | 48,53 s  | Natalia Kaczmarek (POLJ)  | 48,98 s  |